# PFDN4
PFDN4‏ (Prefoldin subunit 4) هوَ بروتين يُشَفر بواسطة جين PFDN4 في الإنسان.